# Вавжиньцовиці
Вавжиньцовиці (пол. Wawrzyńcowice) — село в Польщі, у гміні Стшелечки Крапковицького повіту Опольського воєводства.
Населення — 75 осіб (2011).

## Демографія
Демографічна структура станом на 31 березня 2011 року:
|          | Загалом | Допрацездатний вік | Працездатний вік | Постпрацездатний вік |
| -------- | ------- | ------------------ | ---------------- | -------------------- |
| Чоловіки | 38      | 2                  | 29               | 7                    |
| Жінки    | 37      | 8                  | 19               | 10                   |
| Разом    | 75      | 10                 | 48               | 17                   |